# Distrikt Huatasani
Der Distrikt Huatasani liegt in der Provinz Huancané in der Region Puno in Südost-Peru. Der Distrikt wurde am 21. Juli 1967 gegründet. Er besitzt eine Fläche von 106 km². Beim Zensus 2017 wurden 3296 Einwohner gezählt. Im Jahr 1993 betrug die Einwohnerzahl 2521, im Jahr 2007 4156. Sitz der Distriktverwaltung ist die 3830 m hoch gelegene Ortschaft Huatasani mit 1412 Einwohnern (Stand 2017). Huatasani befindet sich 16 km nordnordwestlich der Provinzhauptstadt Huancané.

## Geographische Lage
Der Distrikt Huatasani befindet sich im Andenhochland nördlich des Titicacasees im Nordwesten der Provinz Huancané. Der Río Huancané durchquert den Distrikt in südlicher Richtung. Im Südwesten wird der Distrikt vom Río Cala Cala begrenzt. Im Nordosten befindet sich der See Laguna Ccanccocota.
Der Distrikt Huatasani grenzt im Westen an den Distrikt Pedro Vilca Apaza, im Nordwesten an den Distrikt Putina, im Nordosten an den Distrikt Quilcapuncu (alle drei zuvor genannten Distrikte gehören zur Provinz San Antonio de Putina), im Osten an den Distrikt Inchupalla sowie im Süden an den Distrikt Huancané.